# Ripsymia

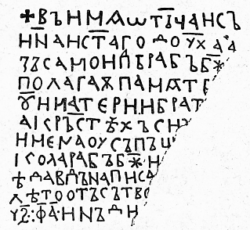
Inskrypcja Samuela

Ripsymia – (gr.: ‘Ριψίμη, Ripsime, bułg.: Рипсимия, Ripsimija) żona bojara bułgarskiego z czasów cara Piotra I (927-969), komity Mikołaja. Matka cara Samuela i jego trzech braci.
Jan Skylitzes przedstawiając czterech braci władających pod koniec X wieku zachodnią Bułgarią mówi że byli synami jednego z wielmożnych komitów ( ἑνος τῶν παρὰ Βουλγάροις μέγα δυνηθέντων κόμητος ὄντες παίδες, enos ton para Boulgarois mega dynethenton kometos ontes paides). W rękopisie wiedeńskim nr 74 Kroniki  Skylitzesa, znajduje się po tych słowach dopisek biskupa Dewolu Michała z 1118 roku, podający imiona ojca i matki Komitopulów: Νικόλαος ὀνομαζόμενος μητρός Ριψίμης, Nikolaos onomazomenos, metros Ripsimes. Ripsymia urodziła Mikołajowi czterech synów: Dawida, Mojżesza, Aarona i Samuela.
O pochodzeniu rodziny nie sposób powiedzieć nic pewnego. Współczesny im historyk armeński Stefan z Taron twierdzi, że pochodzili z Armenii. Pogląd ten cieszy się pewnym uznaniem, szczególnie wśród historyków zachodnioeuropejskich. Nawet jednak jeśli informacja o armeńskich korzeniach całej rodziny jest kwestionowana, armeńskie pochodzenie Ripsymii jest bronione znacznie energiczniej. Skłaniają do tego dwa względy: 
- Matka Komitopulów nosiła pospolite imię armeńskie, pochodzące od imienia jednej z najbardziej czczonych męczenniczek wczesnego Kościoła Ormiańskiego[4]
- Synowie Mikołaja i Ripsymii zgodnie z armeńskim obyczajem otrzymali imiona starotestamentowe, co przy założeniu, że Mikołaj miał korzenie słowiańskie prowadzi dodatkowo do wniosku, że imiona nadała synom matka[1].

Nie brak i poglądów przeciwnych. N. Błagoew uważa, że Ripsymia była Bułgarką, córką cara Symeona I.
W 993 roku car Samuel uczcił pamięć matki inskrypcją wyrytą na marmurowej płycie nagrobnej w miejscowości German nad Jeziorem Prespańskim.
|  |  |                |                |                |                |          |          |                                          |                                          |  |  |
|  |  | komita Mikołaj | komita Mikołaj | komita Mikołaj | komita Mikołaj | Ripsymia | Ripsymia | Ripsymia                                 | Ripsymia                                 |  |  |
|  |  |                |                |                |                |          |          |                                          |                                          |  |  |
|  |  |                |                |                |                |          |          |                                          |                                          |  |  |
|  |  |                |                |                |                |          |          |                                          |                                          |  |  |
|  |  | Dawid          | Dawid          | Mojżesz        | Mojżesz        | Aaron    | Aaron    | Samuel (panował 997–6 października 1014) | Samuel (panował 997–6 października 1014) |  |  |